# Otto (męczennik)
Otto OFM (zm. 16 stycznia 1220) − włoski franciszkanin, kapłan, męczennik chrześcijański, święty Kościoła katolickiego, czczony jako protomęczennik franciszkański.

## Życiorys
Był włoskim kapłanem, franciszkaninem. W 1219 wyruszył wraz z grupą pięciu innych franciszkanów − Witalisem, Piotrem z San Gemini, Berardem z Carbio, Akursjuszem i Adiutem − na wyprawę misyjną do Maroka. W Koimbrze grupa miała zetknąć się z Antonim Padewskim. Witalis odłączył się od grupy z powodu choroby. Franciszkanie pierwszy raz zostali pojmani w Sewilli, gdzie władali wówczas Almohadzi. Po wygłoszeniu przemowy na ulicy zostali aresztowani i przewiezieni do Marrakeszu w Maroku, gdzie w swoim domu przyjął ich hrabia Urgell Piotr I, wygnany brat króla Alfonsa II Portugalskiego. Pomimo jego ostrzeżeń zakonnicy głosili doktrynę chrześcijańską na ulicach miasta. Jako osoby upośledzone chciano ich odesłać do Hiszpanii. Franciszkanie sprzeciwili się jednak takiej decyzji. Schwytani ponownie, zostali zabici przez samego sułtana 16 stycznia 1220. Ciała przeniesiono do Koimbry.

## Kult
Kanonizował ich papież Sykstus IV w Rzymie 7 sierpnia 1481. Bulla kanonizacyjna nosi tytuł: Cum alias. Męczeństwo opisane zostało w Kronice Generałów Zakonu Braci Mniejszych. Wspomnienie liturgiczne obchodzone jest w klasztorach i kościołach franciszkańskich 16 stycznia.